# Hermann von Salza
Hermann von Salza (nascido em 1179 em Langensalza, falecido em 1239 em Salerno) foi o 4º grão-mestre da Ordem Teutónica, entre 1208 e 1239. Sendo um hábil diplomata com laços estreitos com o imperador do Sacro Império Romano-Germânico e com o Papa, Hermann deu início à expansão da ordem militar para a Prússia. É considerado um dos políticos mais influentes do seu tempo e o mais célebre dos grão-mestres teutónicos.

## Biografia
Nasceu numa família de cavaleiros de Langensalza, perto de Eisenach, na região alemão da Turíngia, possivelmente por volta de 1179. Era filho de Burchard von Salza e sabe-se que tinha, pelo menos, dois irmãos, Günther e Hugo.
Pensa-se que terá partido para a Terra Santa por volta de 1196. Não se sabe ao certo quanto entrou para a Ordem Teutónica, mas sabe-se que se tornou grão-mestre da mesma em 1209. Nos primeiros anos como grão-mestre, dedicou grande parte do seu tempo ao Mar Mediterrâneo. Durante esta primeira parte do seu mestrado, serviu na Península Ibérica e na Livónia.
Em 1211, Hermann conduziu uma expedição contra os cumanos, a pedido do rei André II da Hungria, mas os húngaros acabariam por se hostilizar contra a presença teutónica.
Hermann foi amigo e conselheiro do imperador do Sacro Império Romano-Germânico, Frederico II, servindo inclusivamente como mediador da comunicação entre este e o Papa Honório III, que reconheceu as qualidades do grão-mestre e da sua ordem, reforçando o estatuto desta.
Acompahou Frederico II na Quinta Cruzada, lutando com bravura na conquista de Damieta, em 1219, feito que lhe trouxe reconhecimento e uma condecoração por parte do regente de Jerusalém de então, João de Brienne. Armando convenceu Frederico a liderar a Sexta Cruzada, perante o apelo do novo Papa Gregório IX. Porém, o imperador contraiu malária e demorou a deslocar-se à Terra Santa. Esta demora enfureceu o Papa e fê-lo pensar tratar-se de uma desculpa não cumprir o voto de cruzada. Em consequência, propôs a sua excomunhão, que seria confirmada por Inocêncio IV, em 1245. Uma vez recuperado, Frederico dirigiu-se finalmente à Terra Santa. Uma vez lá chegado, Armando de Salza foi em parte responsável pelo casamento do monarca com a filha de João de Brienne, Iolanda, que se tornaria Isabel II de Jerusalém em 1225. Mas esta viria a falecer em 1228, deixando Frederico sem qualquer poder, uma vez que só tinha o direito de proteger o herdeiro do trono, seu filho Conrado (Conrado II de Jerusalém). Frederico chegou a reconquistar novamente Jerusalém para os cristãos, através da via diplomática com os governadores muçulmanos da Terra Santa. As reuniões para esse efeito foram realizadas entre os negociadores de Camil, Facradim e Saladino de Arbela, e pelos de Frederico II, Armando de Salza, Guilherme de Exeter e Pedro de Winchester. Contudo, esta forma de devolução de Jerusalém para as mãos cristãs não agradou nem ao Papa, nem aos Templários e nem aos Hospitalários, que deixaram de prestar apoio tanto a Frederico como a de Armando de Salza. A entrada na cidade celebrou-se a 17 de março de 1229, com a presença de Armando de Salza.

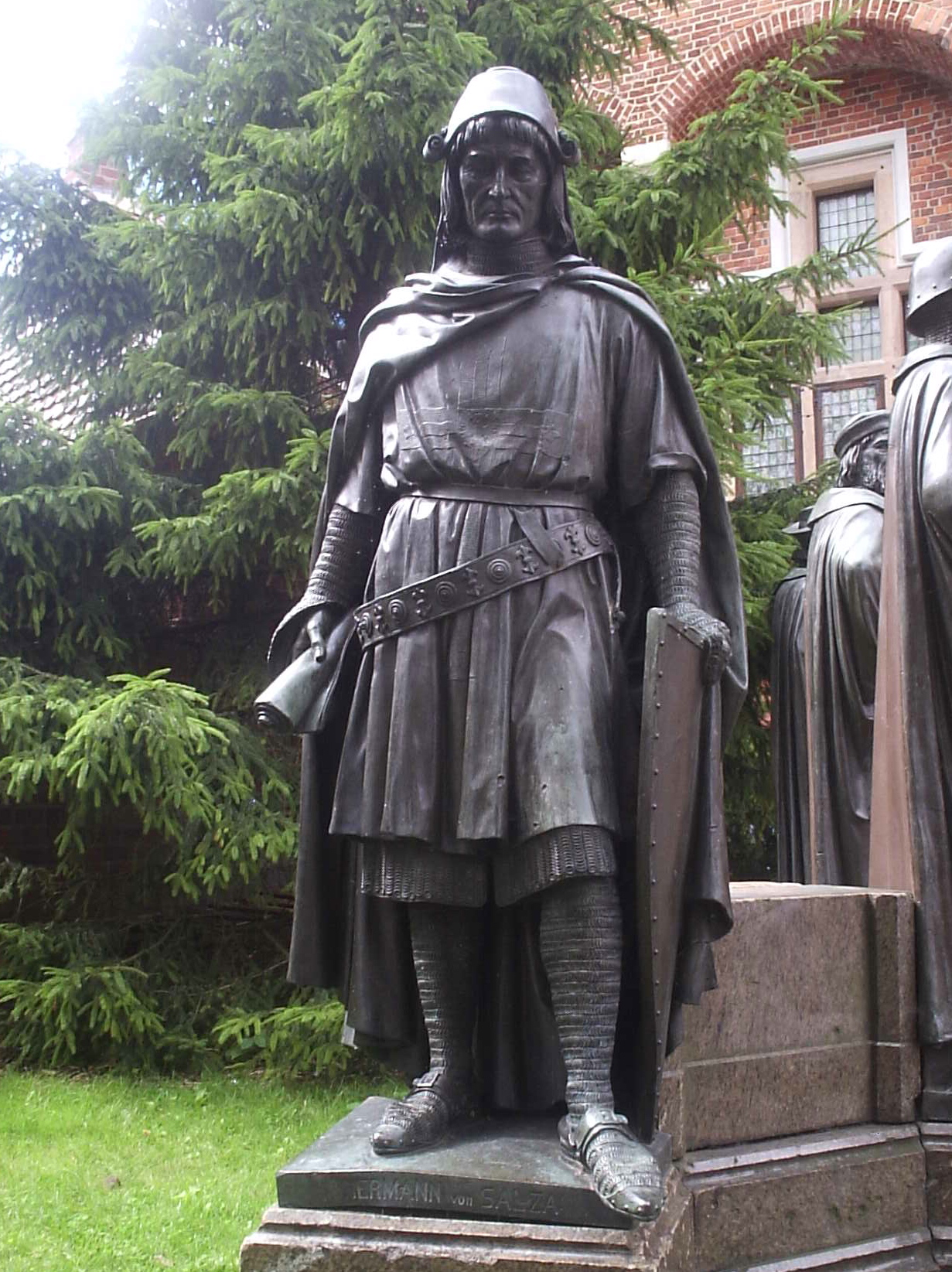
Monumento a Armando de Salza em Malbork

De regresso à Europa, Armando tentou ajudar a levantar a excomunhão que pesava sobre Frederico II. Lutou também contra os pagãos da Prússia, a pedido de Conrado I da Masóvia. Organizou as bases para a expansão alemã pela Europa Oriental, organizando uma vasta campanha em 1230 para cristianizar as regiões do Báltico e formar um verdadeiro estado feudal na Prússia, governado pela Ordem Teutônica, que subsistiria durante séculos.
Armando de Salza realizou posteriormente visitas ao Papa e ao imperador que acabariam por trazer à ordem novos privilégios e doações. Também ainda durante o seu mestrado, os Irmãos Livónios da Espada foram incorporados na Ordem Teutónica, em 1237. Continuou a ter um papel de destaque como mediador entre o Papa Gregório e Frederico II, mas a comunicação entre estes viria a romper-se após a sua morte.
Por outro lado, dentro da ordem, os cavaleiros chegaram a manifestar descontententamento com a ausência do seu mestre, em virtude deste passar a maior parte do seu tempo imerso na vida política. Foi chamado por estes para levar a cabo as suas funções de líder religioso da ordem mais de perto, mas acabaria por se retirar para Salerno em 1238, onde viria a falecer no ano seguinte.